# Станчићи (Бјеловар)
Станчићи су насељено место у саставу града Бјеловара, у Бјеловарско-билогорској жупанији, Република Хрватска.

## Становништво
Насеље је према попису становништва из 2011. године имало 91 становника.
| Националност       | 1991.       |
| Хрвати             | 93 (68,88%) |
| Срби               | 7 (5,18%)   |
| Југословени        | 34 (25,18%) |
| остали и непознато | 1 (0,74%)   |
| Укупно             | 135         |